# تیمچه امیر
تیمچه امیر مربوط به دوره قاجار است و در تبریز، بازار قدیم تبریز، تیمچه امیر (طلافروشان) واقع شده و این اثر در تاریخ ۲۶ مرداد ۱۳۵۳ با شمارهٔ ثبت ۹۷۷ به‌عنوان یکی از آثار ملی ایران به ثبت رسیده است.